# Abbas Zamanov
Abbas Zamanov (en azéri : Abbas Fəttah oğlu Zamanov ; né le 10 octobre 1911 à Makhta, district de Sharur-Daralayaz et mort le 1er avril 1993 à Bakou) est un critique littéraire, traducteur, textologue, membre de l'Union des écrivains azerbaïdjanais depuis 1982, docteur en philologie (1968), membre correspondant de l'Académie des sciences d'Azerbaïdjan (1983).

## Biographie
Il passe son enfance dans des orphelinats à Nakhitchevan et à Bakou (1921-1927). Après avoir obtenu son diplôme du Collège pédagogique de Bakou, il travaille comme membre du Komsomol (1929-1937) et pendant deux ans, il est rédacteur en chef adjoint chargé du journal Jeune Travailleur (1933-1934). Puis il devient secrétaire exécutif du journal Adabiyyat et chef du département d'Azerneshr (1937-1939). En 1939, il est diplômé par correspondance de la faculté de langue et de littérature de l'Institut pédagogique d'État d'Azerbaïdjan et est invité à y enseigner.

## Carrière
En 1940-1941 A. Zamanov est directeur du Théâtre d'Opéra et du ballet et du Théâtre Philharmonique). Il est combattant de la Seconde Guerre mondiale. En 1948-1960 il est maître de conférences à la Faculté de philologie de l'Université d'État d'Azerbaïdjan, chercheur à l'Institut de littérature du nom de Nizami de l'Académie des sciences d'Azerbaïdjan (1960-1968), directeur du musée de littérature du nom de Nizami de l'Académie des sciences d'Azerbaïdjan (1968-1971), chef de la chaire de littérature à l’université (1971-1979). Il a été professeur au département d'histoire de la littérature azerbaïdjanaise à l'université (depuis 1979). Sa carrière littéraire débute en 1937 par ses articles publicistes et scientifiques.

## Publications
A. Zamanov publie ses travaux de recherche scientifique sur la littérature azerbaïdjanaise du XXe siècle. Ses articles ont été publiés en Bulgarie, en Iran, en Turquie, en Irak, en Autriche et dans d'autres pays. La monographie Patience et contemporains est traduite par Asad Behrangi à Tabriz, et l'essai Jalil Mammadkulizade est traduit en persan par Alakbar Gahraman à Téhéran. En 1971 il est élu  membre correspondant de l'Association de la langue turque (Turquie) et docteur honoris causa des universités de Konya et seldjoukide (Turquie).